# Copa México 1959-60
La Copa México 1959-60 fue la 44.ª edición de la Copa México, la 17.ª en la era profesional.
El torneo empezó el 6 de marzo de 1960 y concluyó el 17 de abril de ese mismo año en Ciudad de México, en el cual el Club Necaxa logró el título por primera vez con una victoria sobre el equipo del CD Tampico A.C. de 4-1. En esta edición se jugaron rondas eliminatorias entre los 14 equipos.

## Sistema de competencia
Se utilizó un modelo tradicional de eliminación directa, donde el equipo con mayor número de goles en el marcador global avanzaba a la siguiente ronda.
Cada ronda se jugó a dos partidos, de visita recíproca. En caso de haya empate, se define con un tiempo extra y en caso de percistir, se llevará a cabo unos tiros desde el punto penal, que solamente lo pateará un jugador por bando.

## Primera ronda
| Local ida   | Resultado global | Local vuelta | Ida | Vuelta     |
| ----------- | ---------------- | ------------ | --- | ---------- |
| Oro         | 2-3              | Atlas        | 1-1 | 1-2        |
| Toluca      | 3-2              | Atlante      | 1-1 | 2-1 (t.e.) |
| Irapuato    | 3-3 (1-3 pen.)   | Morelia      | 3-1 | 0-2 (t.e.) |
| Zamora      | 3-8              | Necaxa       | 1-1 | 2-7        |
| América     | 2-6              | Tampico      | 1-1 | 1-5        |
| Guadalajara | 5-2              | León         | 2-1 | 3-1        |

## Ronda final
|  | Cuartos de final  | Cuartos de final  | Cuartos de final  |   |         | Semifinales      | Semifinales      | Semifinales      |  |  | Final       | Final       | Final       |
|  | 20 al 26 de marzo | 20 al 26 de marzo | 20 al 26 de marzo |   |         | 2 al 10 de abril | 2 al 10 de abril | 2 al 10 de abril |  |  | 17 de abril | 17 de abril | 17 de abril |
|  |                   |                   |                   |   |         |                  |                  |                  |  |  |             |             |             |
|  | Guadalajara       | 2                 | 1                 |   |         |                  |                  |                  |  |  |             |             |             |
|  | Atlas             | 2                 | 4                 |   |         |                  |                  |                  |  |  |             |             |             |
|  | Atlas             | 2                 | 4                 |   | Tampico | 4                | 2                |                  |  |  |             |             |             |
|  |                   |                   |                   |   | Tampico | 4                | 2                |                  |  |  |             |             |             |
|  |                   | Atlas             | 1                 | 2 |         |                  |                  |                  |  |  |             |             |             |
|  | Zacatepec         | Atlas             | 1                 | 2 | 3       | 3                |                  |                  |  |  |             |             |             |
|  | Zacatepec         |                   |                   |   | 3       | 3                |                  |                  |  |  |             |             |             |
|  | Tampico (pró.)    | 2                 | 5                 |   |         |                  |                  |                  |  |  |             |             |             |
|  |                   |                   |                   |   |         |                  |                  |                  |  |  | Tampico     |             | 1           |
|  |                   |                   | Necaxa            |   | 4       |                  |                  |                  |  |  |             |             |             |
|  | Necaxa            | 5                 | 2                 |   |         |                  |                  |                  |  |  |             |             |             |
|  | Celaya            | 1                 | 1                 |   |         |                  |                  |                  |  |  |             |             |             |
|  | Celaya            | 1                 | 1                 |   | Toluca  | 2                | 0                |                  |  |  |             |             |             |
|  |                   |                   |                   |   | Toluca  | 2                | 0                |                  |  |  |             |             |             |
|  |                   | Necaxa            | 2                 | 1 |         |                  |                  |                  |  |  |             |             |             |
|  | Toluca            | Necaxa            | 2                 | 1 | 1       | 1                |                  |                  |  |  |             |             |             |
|  | Toluca            |                   |                   |   | 1       | 1                |                  |                  |  |  |             |             |             |
|  | Morelia           | 0                 | 0                 |   |         |                  |                  |                  |  |  |             |             |             |

### Cuartos de final
| 20 de marzo de 1960 | Guadalajara                    | 2:2 (1:1) | Atlas                        | Estadio Jalisco, Guadalajara |                          |
|                     | Moreno 5' · Ramírez 58' (a.g.) |           | Jaramillo 38' · Cisneros 63' | Árbitro(s): Eugenio Peña     | Árbitro(s): Eugenio Peña |

| 27 de marzo de 1960 | Atlas                                | 4:1 (2:1) (Global 6:3) | Guadalajara | Estadio Jalisco, Guadalajara |                          |
|                     | Contreras 11, 25' · González 47, 87' |                        | Moreno 44'  | Árbitro(s): Ranulfo Lara     | Árbitro(s): Ranulfo Lara |

| 20 de marzo de 1960 | Toluca    | 1:0 (0:0) | Morelia | Estadio Luis Gutiérrez Dosal, Toluca de Lerdo |                            |
|                     | Sesma 65' |           |         | Árbitro(s): Juan Rodríguez                    | Árbitro(s): Juan Rodríguez |

| 27 de marzo de 1960 | Morelia | 0:1 (0:1) (Global 0:2) | Toluca       | Campo Morelia, Michoacán  |                           |
|                     |         |                        | Palleiro 27' | Árbitro(s): Carlos Degrés | Árbitro(s): Carlos Degrés |

| 20 de marzo de 1960 | Necaxa                                       | 5:1 (0:0) | Celaya       | Estadio Olímpico Universitario, Ciudad de México |                           |
|                     | Evaristo 54, 78, 87' · Baeza 69' · Ortiz 72' |           | Ferreyra 52' | Árbitro(s): Carlos Degrés                        | Árbitro(s): Carlos Degrés |

| 27 de marzo de 1960 | Celaya    | 1:2 (0:0) (Global 2:7) | Necaxa                     | Estadio Miguel Alemán Valdés, Celaya |                           |
|                     | Ortiz 83' |                        | Monteserín 49' · Baeza 71' | Árbitro(s): Ramiro García            | Árbitro(s): Ramiro García |

| 20 de marzo de 1960 | Zacatepec                 | 3:2 (2:0) | Tampico                   | Parque del Ingenio, Zacatepec de Hidalgo |  |
|                     | Sánchez 5' · Lara 11, 75' |           | Bonelli 56' · Pérsico 60' |                                          |  |

| 26 de marzo de 1960 | Tampico                                                              | 5:3 (2:2: 4:3) (Global 7:6) | Zacatepec                               | Estadio Tampico, Tampico |  |
|                     | Bonelli 6' (pen.), 55' · Echeverría 24' · Pérsico 78' · Rolando 115' |                             | Lara 14' · Cisneros 44' · Quintanar 85' |                          |  |

### Semifinales
| 2 de abril de 1960 | Tampico                                     | 4:1 (0:1) | Atlas       | Estadio Tampico, Tampico  |                           |
|                    | Bonelli 46, 59' · Cabriales 52' · Banda 70' |           | Cisneros 7' | Árbitro(s): Ramiro García | Árbitro(s): Ramiro García |

| 10 de abril de 1960 | Atlas                     | 2:2 (1:1) (Global 3:6) | Tampico                 | Estadio Jalisco, Guadalajara  |                               |
|                     | Valdés 41' · González 48' |                        | Bonelli 6' · Molina 83' | Árbitro(s): Rafael Valenzuela | Árbitro(s): Rafael Valenzuela |

| 3 de abril de 1960 | Toluca                            | 2:2 (0:1) | Necaxa                         | Estadio Luis Gutiérrez Dosal, Toluca de Lerdo |  |
|                    | Reynoso 50' (a.g.) · Palleiro 84' |           | Vázquez 13' (a.g.) · Baeza 89' |                                               |  |

| 10 de abril de 1960 | Necaxa    | 1:0 (1:0) (Global 3:2) | Toluca | Estadio Olímpico Universitario, Ciudad de México |                           |
|                     | Ortiz 35' |                        |        | Árbitro(s): Felipe Buergo                        | Árbitro(s): Felipe Buergo |

### Final
| 17 de abril de 1960 | Necaxa                                 | 4:1 (3:1) | Tampico            | Estadio Olímpico Universitario, Ciudad de México |                            |
|                     | Evaristo 17, 36' · Fal 20' · Baeza 56' |           | Bonelli 23' (pen.) | Árbitro(s): Juan Rodríguez                       | Árbitro(s): Juan Rodríguez |

|                           |
| Campeón Necaxa 1.o título |

## Goleadores
| Jugador              | Club        | Goles |
| -------------------- | ----------- | ----- |
| Ricardo Bonelli      | Tampico     | 8     |
| Evaristo             | Necaxa      | 6     |
| Alberto Baeza        | Necaxa      | 5     |
| Roberto Rolando      | Tampico     | 5     |
| Carlos Lara          | Zacatepec   | 4     |
| Marcelo Monteserín   | Necaxa      | 4     |
| Ernesto Cisneros     | Atlas       | 3     |
| Rubén Ceja           | Guadalajara | 3     |
| Enrique Sesma        | Toluca      | 3     |
| Carlos González      | Atlas       | 3     |
| Julio María Palleiro | Toluca      | 3     |
| Guillermo Ortiz      | Necaxa      | 3     |